# Šášina načernalá

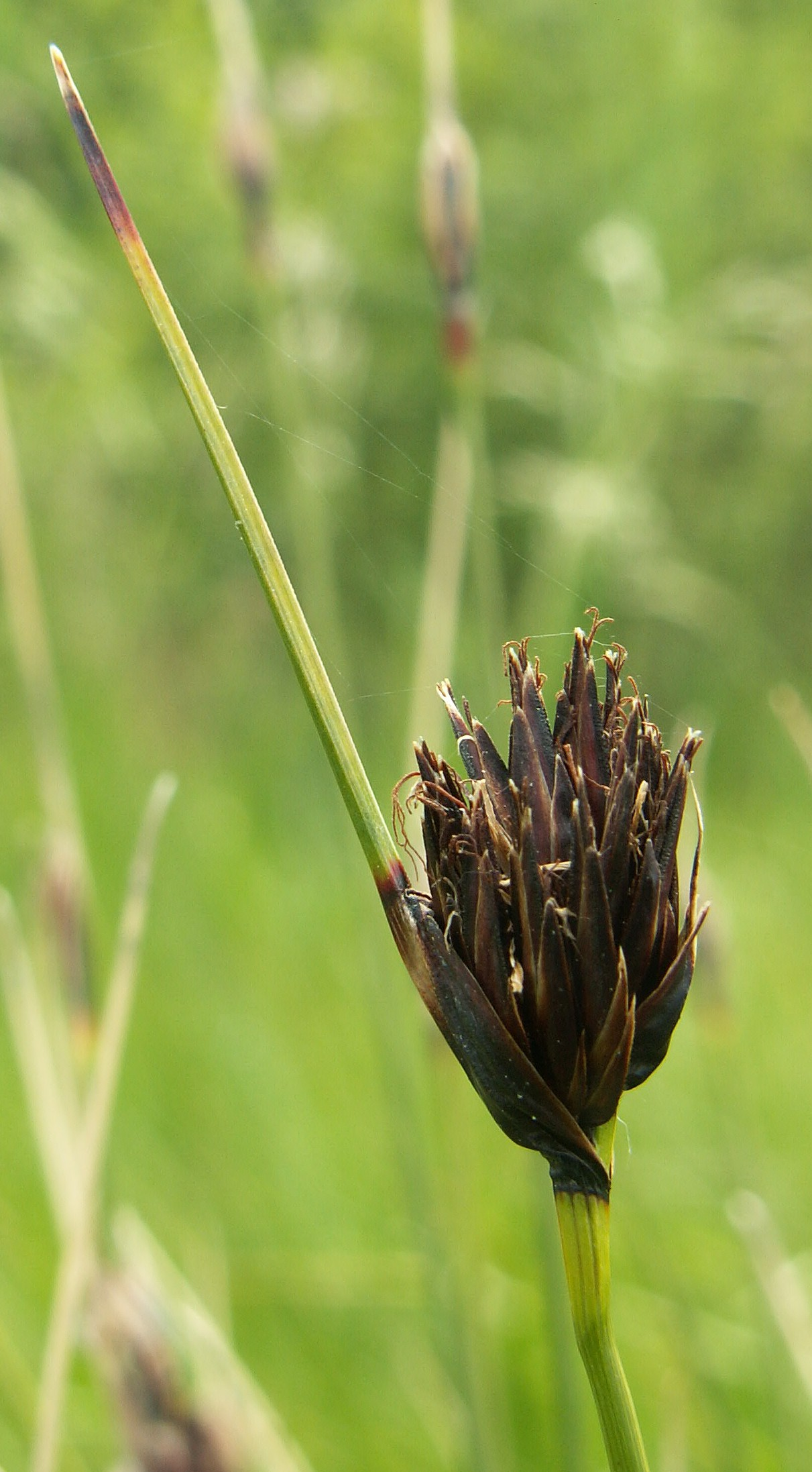
Květenství šášiny načernalé

Šášina načernalá (Schoenus nigricans) je vytrvalá vlhkomilná bylina rostoucí na místech s vysokou hladinou spodní vody a je v české přírodě vzácná. Tento hemikryptofyt je jedním ze dvou druhů rodu šášina které v Česku rostou.

## Rozšíření
Areál výskytu šášiny načernalé je rozsáhlý, ale nesouvislý. V Evropě se rozkládá od Britských ostrovů a Pyrenejského poloostrova přes Francii, Benelux, sever Apeninského poloostrova a Střední Evropu až po západní části Balkánu. Zasahuje také do Pobaltí a na jih Skandinávie. Východním směrem se druh rozšířil přes jižní část evropského Ruska až na Blízký východ. Izolované arely jsou v severozápadní Africe i Severní a Jižní Americe.
Ve většině evropských zemí je šášina načernalá považována za ohroženou rostlinu, v Československu a na Slovensku dokonce za kriticky. V Česku se i v minulosti vyskytovala vzácně, ale vyrůstala na vícerých místech. V současnosti roste jen na slatinných loukách v národních přírodních památkách Polabská černava u Mělnické Vrutice v okrese Mělník a Cikánský dolík u obce Bílichov a dále na náhorní plošině Džbán v okrese Kladno.

## Ekologie
Druh vyžaduje půdy zásadité a bohaté na minerály a humus, ale chudé na dusík. Roste hlavně na zásaditých rašeliništích, slatinných a bahenních loukách a v okolí vývěrů minerálních pramenů; od nížin po pahorkatiny.

## Popis
Vytrvalá rostlina vytvářející husté šedozelené trsy vysoké 15 až 40, ojediněle i 80 cm. Z vytrvalého oddenku vyrůstají trsy oblých a tuhých lodyh které jsou vespod objaté lesklými černohnědými nebo žlutohnědými pochvami úzkých šídlovitých listů dosahujících téměř do dvou třetin výšky lodyhy. Na vrcholu jsou lodyhy zakončená pěti až deseti zploštělými, leskle červenohnědými klásky staženými do vrcholového strboulu oválného tvaru o průměru 1,5 cm. Kopinaté klásky na krátkých stopkách jsou dlouhé 8 až 10 mm. Pod květenstvím jsou dva pochvovité listeny, spodní je prodloužen v dlouhou šídlovitou osinu směřující vzhůru a přerůstající květenství.
Černohnědé jednožilné plevy, 5 až 7 mm dlouhé, jsou uspořádané ve dvouřadých kláscích. Dvě až tři spodních plevy jsou prázdné, dvě až tři výše postavené mají v paždí po oboupohlavném květu a zbylé nejvyšší mívají květy jen samčí. Květ je tvořen třemi volnými tyčinkami s podlouhlými prašníky a trojdílným svrchním semeníkem s čnělkou dělenou do tři ramen, okvětí je tvořeno až šesti kratičkými štětinkami. Květy kvetou v květnu a červnu, opylovány jsou větrem.
Plod je leskle bílá, tupě tříboká, asi 1,6 mm dlouhá a 0,6 mg vážící nažka s tvrdým obalem. Rostlina se může rozmnožovat rozrůstáním oddenku který roste do hloubky až 50 cm nebo semeny (nažkami). Ploidie druhu je udávána 2n = 44 nebo 2n = 54.

## Ohrožení
Šášina načernalá je v ČR vážně ohrožená odvodňováním přirozených lokalit a změnou původního rostlinného společenstva, to bylo hlavní příčinou zániku většiny původních stanovišť. Druhým nebezpečím je hybridizace se stejně vzácným druhem šášinou rezavou, přičemž vzniklý kříženec Schoenus ×intermedius šášinu načernalou z lokalit vytlačuje.
Pro zachování druhu byla „vyhláškou Ministerstva životního prostředí ČR č. 395/1992 Sb. ve znění vyhl. č. 175/2006 Sb.“ a „Červeným seznamem cévnatých rostlin České republiky z roku 2012“ prohlášena šášina načernalá kriticky ohroženou rostlinou (§1), (C1t).